# 赤松秀雄
赤松 秀雄（あかまつ ひでお、1910年12月27日 - 1988年1月8日 ）は、日本の物理学者・化学者。学位は、理学博士（東京大学・1942年）（学位論文「固液界面における吸着現象の実験的研究」）。東京大学教授・横浜国立大学工学部長・岡崎国立共同研究機構分子科学研究所初代所長を歴任。有機半導体の発見者として知られる。1981年勲二等旭日重光章受章。

## 来歴
- 1910年 長崎県佐世保市生まれ。鎌倉、横浜で少年時代を過ごす。
- 1935年 東京帝国大学理学部化学科を卒業。鮫島實三郎の研究室で研鑽を積む。
- 1940年頃から無定形炭素およびグラファイトの研究に携わる。
- 1942年 東京大学より理学博士の学位を取得、学位論文の題は 「固液界面における吸着現象の実験的研究」。
- 1951年 東京大学理学部教授に昇任。
- 1965年 学士院賞受賞。
- 1971年 横浜国立大学工学部長に就任。
- 1975年 岡崎国立共同研究機構分子科学研究所の創設にかかわり、初代所長に就任。
- 1978年 水素エネルギー協会会長[1]。
- 1981年 勲二等旭日重光章を受章。
- 1988年 くも膜下出血で死去。

## 業績
1954年、井口洋夫らとともにペリレンと臭素の錯体が高い導電性を示すことを発見し、有機半導体の概念を提唱した。これは後に白川英樹らによる導電性高分子の発見にもつながった。
門下に井口洋夫、中川鶴太郎ら。日本の炭素研究の先駆者である他、水素エネルギーの研究にも先駆的な役割を果たした。文学・絵画・音楽にも造詣が深く、歌人としても知られた。

## 著書
- 赤松秀雄, 高橋浩. "実験化学講座, 4." 日本化学会編, 丸善 (1956): 238.

## 論文
- Akamatu, Hideo, and Hiroo Inokuchi. "On the Electrical Conductivity of Violanthrone, Iso‐Violanthrone, and Pyranthrone." The Journal of Chemical Physics 18.6 (1950): 810-811.
- Akamatu, Hideo, and Hiroo Inokuchi. "Photoconductivity of violanthrone." The Journal of Chemical Physics 20.9 (1952): 1481-1483.
- Akamatu, Hideo, Hiroo Inokuchi, and Yoshio Matsunaga. "Electrical conductivity of the perylene-bromine complex." Nature 173 (1954): 168-169
- 赤松秀雄. "有機半導体." 科学 24.6 (1954): 282-287.
- 赤松秀雄, 高橋浩. "電子顕微鏡観察による炭素電極の微細構造." 炭素 7.2 (1959): 42-47.